# 4 anni di successi
4 anni di successi — сборник лучших песен итальянской певицы Мины, выпущенный в 1967 году на лейбле Ri-Fi.

## Об альбоме
Данный сборник был выпущен лейблом Ri-Fi незадолго до истечения контракта с Миной в декабре 1967 года, когда она решила создать собственный звукозаписывающий лейбл PDU (Platten Durcharbeitung Ultraphone). Пластинка состоит из песен с альбомов, записанных Миной на лейбле Ri-Fi. также представлено три песни, не вошедшие в альбомы.
На внутренней стороне конвертов представлены отрывки из различных статей о Мине разных годов, как желание подчеркнуть четыре года успешной работы с лейблом. Представлены статьи Мино Геррини (Tempo, 18/11/1964), Луиджи Джаноли (L’Italia, 11/9/1966), Марии Ливии Серини (Espresso, 18/4/1965), Гуидо Герозы (Epoca, 9/10/1966), редакции газеты Corriere della Sera (27/5/1967), Джорджо Вентури (Gente, 25/5/1967), Джана Галеаццо Севери (Tempo, 3/7/1965) и Пьеро Виварелли (Big, 18/2/1966).
Пластинка была выпущена в ноябре 1967 года, сборник стал девятым самым продаваемым альбомом в Италии за 1968 год (в том же списке находились ещё два альбома певицы Dedicato a mio padre и Mina alla Bussola dal vivo). Кассетное издание включало в себя два дополнительных трека («Tu non credi più» и «Addio»). В 1997 году RCA Italiana переиздал альбом на CD.

## Список композиций
| №  | Название                                          | Автор(ы)                                           | Из альбома                          | Длительность |
| -- | ------------------------------------------------- | -------------------------------------------------- | ----------------------------------- | ------------ |
| 1. | «La banda (A banda)»                              | Антонио Амурри, Шику Буарки                        | Sabato sera — Studio Uno ’67 (1967) | 2:35         |
| 2. | «Nel fondo del mio cuore (En un rincòn del alma)» | Мина, Альберто Кортес                              | без альбома (1967)                  | 2:41         |
| 3. | «Città vuota (It’s a Lonely Town)»                | Джузеппе Кассия, Док Помус, Морт Шуман             | Studio Uno (1965)                   | 2:40         |
| 4. | «Se tu non fossi qui»                             | Мариса Терци, Карло Альберто Росси                 | Studio Uno 66 (1966)                | 3:03         |
| 5. | «Se telefonando»                                  | Маурицио Констанцо, Гиго Де Чиара, Эннио Морриконе | Studio Uno 66 (1966)                | 2:56         |
| 6. | «Cartoline»                                       | Бруно Канфора                                      | без альбома (1967)                  | 1:55         |

| №  | Название                                | Автор(ы)                                                     | Из альбома                          | Длительность |
| -- | --------------------------------------- | ------------------------------------------------------------ | ----------------------------------- | ------------ |
| 1. | «Tu non mi lascerai»                    | Лео Кьоссо, Джованни Д’Анци, Микеле Гальдьери                | без альбома (1967)                  | 2:20         |
| 2. | «Ta-ra-ta-ta (Try Your Luck)»           | Альберто Теста, Эрни Мареска, Луис Зерато                    | Studio Uno 66 (1966)                | 2:13         |
| 3. | «Un anno d’amore (C’est irreparable)»   | Могол, Альберто Теста, Нино Феррер                           | Studio Uno (1965)                   | 3:10         |
| 4. | «È l'uomo per me (He Walks Like a Man)» | Гаспаре Габриэле Аббате, Вито Паллавичини, Дайан Хильдебранд | Studio Uno (1965)                   | 2:20         |
| 5. | «E se domani»                           | Джорджо Калабрезе, Альберто Теста                            | Mina (1964)                         | 3:08         |
| 6. | «Se c'è una cosa che mi fa impazzire»   | Антонио Амурри, Бруно Канфора                                | Sabato sera — Studio Uno ’67 (1967) | 2:38         |

## Чарты

### Еженедельные чарты
| Чарт (1968)       | Высшая позиция |
| ----------------- | -------------- |
| Италия (Ciao Big) | 1              |

### Годовые чарты
| Чарт (1968)              | Позиция |
| ------------------------ | ------- |
| Италия (Musica e dischi) | 9       |